# 2017년 샤이라트 미사일 공습

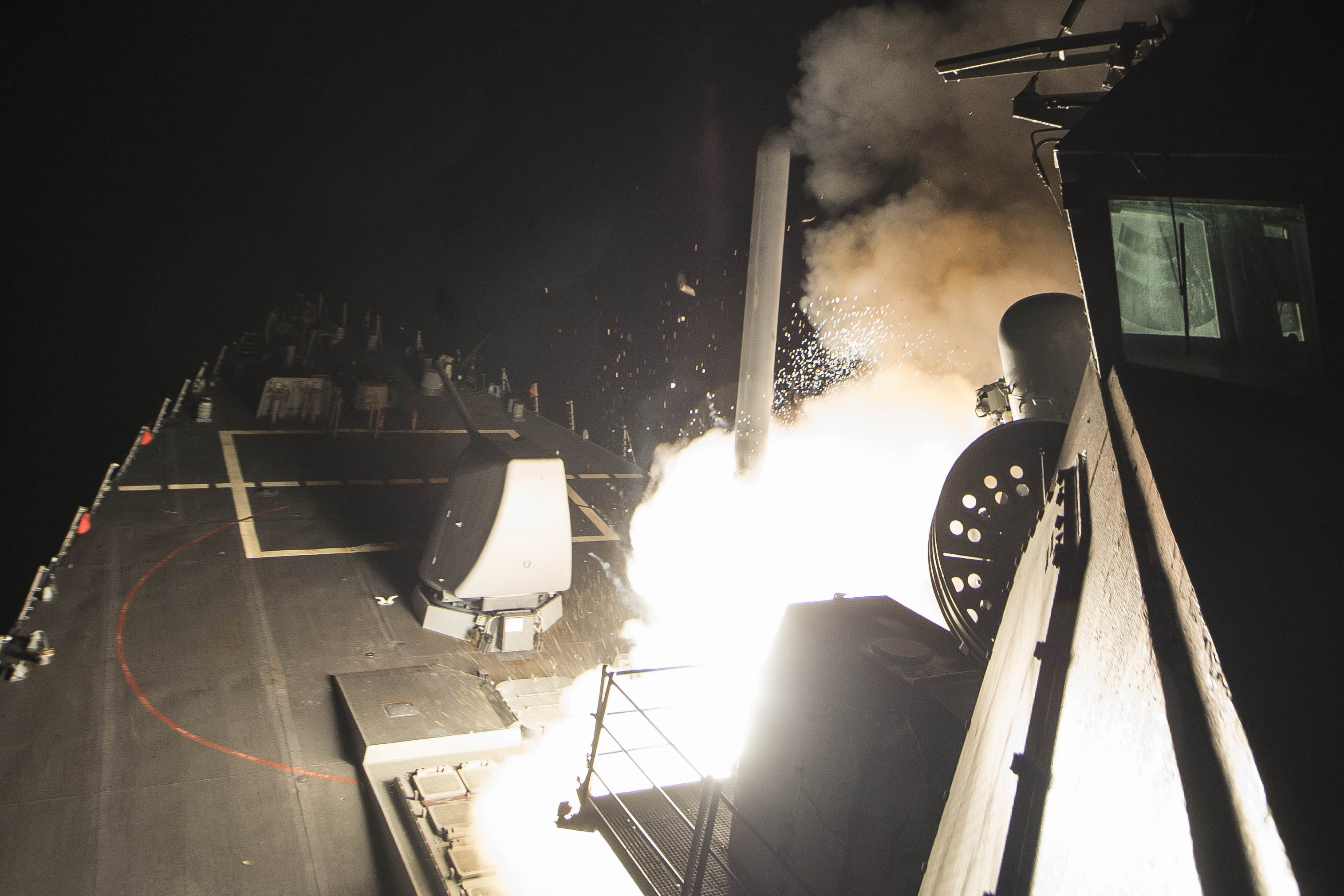
USS Ross (DDG-71)의 수직발사기에서 사출되는 토마호크 미사일 (2017년 4월 7일)

2017년 샤이라트 미사일 공습은 2017년 4월 7일 홈스에 위치한 시리아 공군기지에 미국이 59발의 토마호크 (미사일)을 발사한 공습 작전이다. 이 공습은 4월 4일 시리아 한 샤이훈에서 발생한 화학무기 공격에 대한 미국 대통령 도널드 트럼프의 공식적인 대응으로 이루어졌다. 시리아 내전 발생 이후 미국이 아사드 정권을 직접 공격한 최초의 공습이기도 하다.